# كأس أبطال أوروبا لكرة السلة 1961–62
كأس أبطال أوروبا لكرة السلة 1961–62 هو الموسم 5 من  الدوري الأوروبي لكرة السلة. أشرف على تنظيمه الاتحاد الأوروبي لكرة السلة، وكان عدد الأندية المشاركة فيه  24، وفاز فيه نادي دينامو تبليسي لكرة السلة.